# مهمانی ترحم‌انگیز
«مهمانی ترحم‌انگیز» (به انگلیسی: Pity Party) تک‌آهنگی از هنرمند اهل ایالات متحده آمریکا ملانی مارتینز است که در ۲ ژوئن ۲۰۱۵ منتشر شد. این تک‌آهنگ در آلبوم گریه کن بچه قرار داشت.
نماهنگ برای این ترانه در ۱ ژوئن ۲۰۱۵ از طریق کانال یوتیوب ملانی مارتینز منتشر شد.